# Psychotria matagalpensis
Psychotria matagalpensis är en måreväxtart som beskrevs av Charlotte M. Taylor. Psychotria matagalpensis ingår i släktet Psychotria och familjen måreväxter. Inga underarter finns listade i Catalogue of Life.